# Fuentidueña de Tajo
Fuentidueña de Tajo è un comune spagnolo di 1 484 abitanti situato nella comunità autonoma di Madrid. Su un'altura nei dintorni sorge un castello.

## Altri progetti

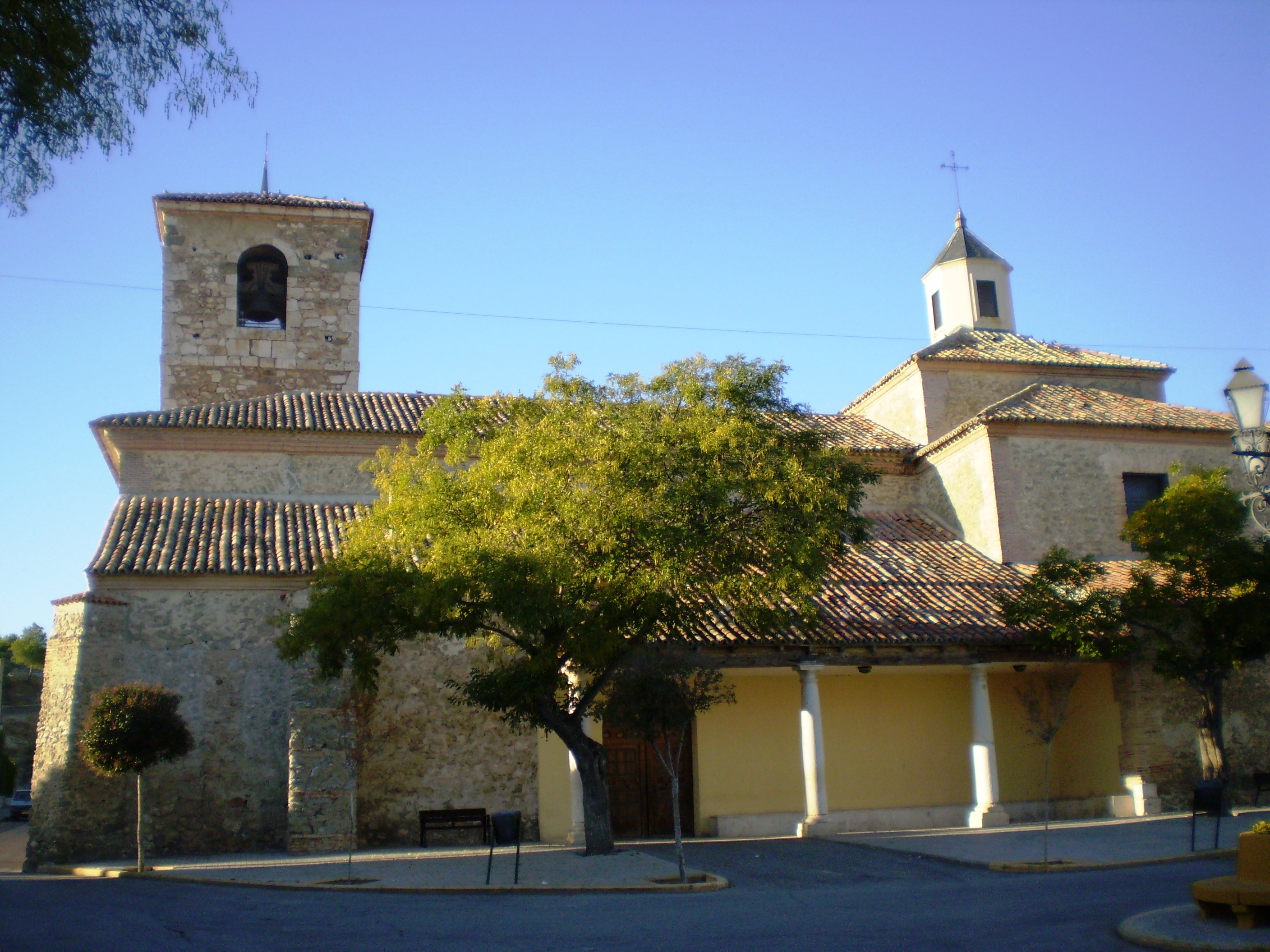
la chiesa e la sua piazza